# Atelier-Museu António Duarte

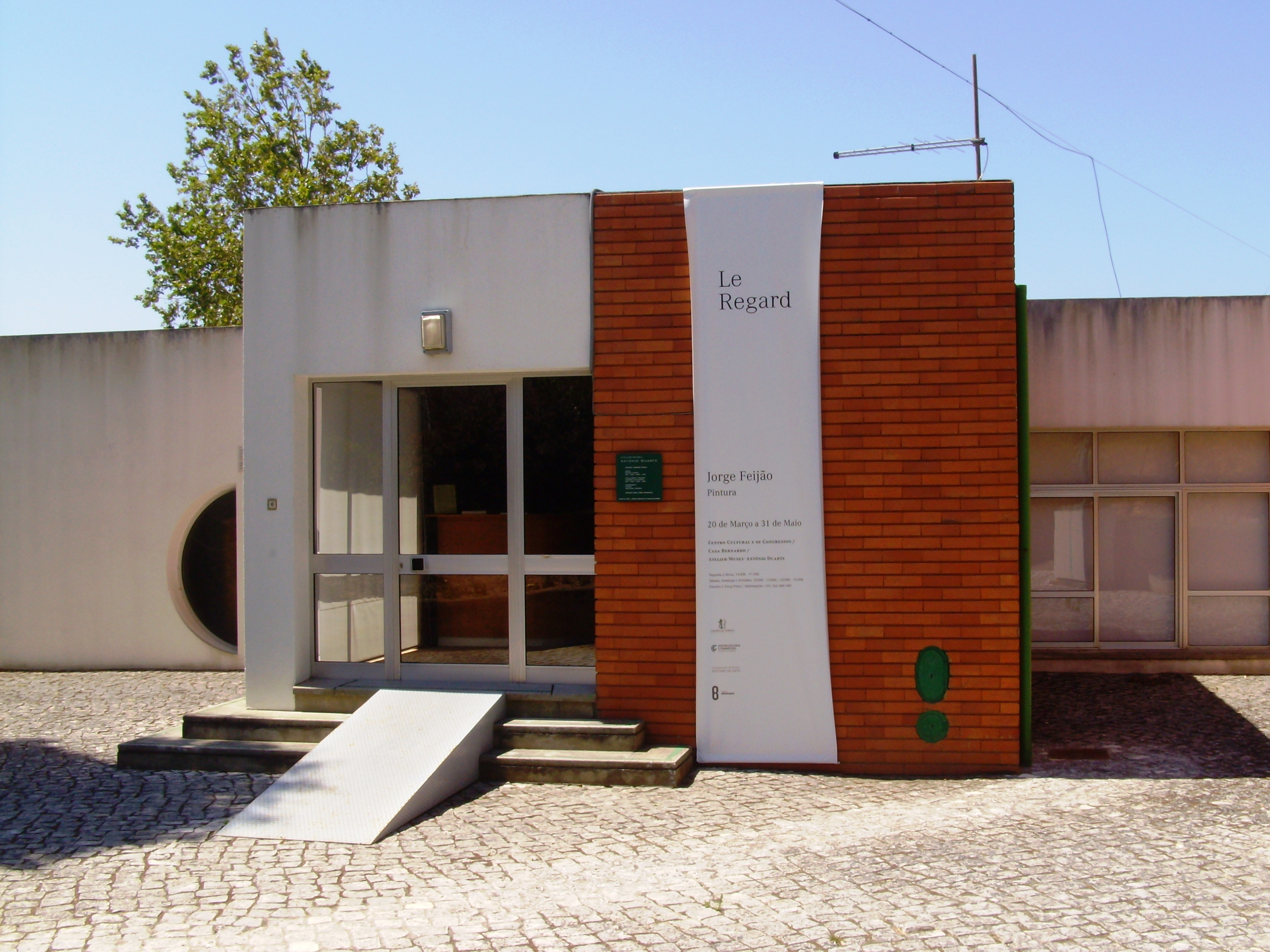
Atelier-Museu António Duarte, Centro de Artes.

O Atelier-Museu António Duarte localiza-se na cidade e município das Caldas da Rainha, região Oeste portuguesa.
É um museu municipal, e está inserido no Centro de Artes, um projeto desenvolvido pela autarquia. Foi construído pelo arquiteto Carlos Barbosa.

## História
Foi inaugurado em 22 de janeiro de 1985, após a doação da coleção de arte do mestre escultor caldense António Duarte (1912-1998) à sua cidade natal. A ideia inicial de dotar o edifício com um atelier, visava dar condições para que, em paralelo ao espaço museológico, artistas convidados pudessem aí desenvolver projetos artísticos.
O seu espólio conta com mais de mil obras, entre pinturas, esculturas, desenhos e um grande número de livros sobre artes plásticas e literatura. Distribuída pelas diversas salas, encontra-se exposta grande parte da sua produção escultórica, desde escultura pública (esbocetos, modelos e maquetas), que constituem a parte mais conhecida da sua obra, a um registo intimista e pessoal. Destaca-se ainda um interessante núcleo de Arte Sacra, pela qual o artista era aficionado.
A ideia deste Museu já era um sonho na mente do artista. Ele pretendia um espaço para expor a sua produção artística e um atelier de escultura que seria dedicado ao ensino da escultura em moldes profissionais, pelos cursos superiores de escultura.
O propósito de António Duarte era criar um museu diferente dos demais. Ele pretendia além da atividade museológica, um espaço para que outros artistas pudessem desenvolver projetos artísticos.
O local sofreu duas intervenções com objetivo de ampliar o espaço existente. A primeira ocorreu no ano de 1990 pelo arquiteto Carlos Barbosa e teve como objetivo a construção da Sala de Criação Livre, no piso superior, e a implantação dos Serviços Administrativos e da Cafeteria, no piso inferior. A segunda interferência foi no ano de 2001 e foi realizada pela Câmara Municipal de Caldas da Rainha, que criou a Sala de Escultura Pública, de Exposições Temporárias. Além disso, aumentou os antigos Serviços Administrativos para Centro de Documentação.

## Espaço do Museu
A área expositiva trata-se de uma sala com 61m² em forma retangular. A iluminação é, na maioria, proveniente da luz natural, que entra através das janelas. Também há iluminação artificial feita com lâmpadas incandescentes. 